# Buscando a Frida
Production
Diffusion
Buscando a Frida est une telenovela américaine diffusée entre le 26 janvier 2021 et le 24 mai 2021 sur Telemundo.

## Synopsis
La série tourne autour de la famille Pons et de la façon dont leur vie a soudainement changé lorsque leur fille, Frida, disparaît mystérieusement la nuit de la fête d'anniversaire de son père. Au cours de l'enquête, des mensonges, des ressentiments et des secrets sortiront, transformant tout le monde en suspect et démasquant une famille qui est loin d'être parfaite.

## Distribution

### Acteurs principaux
- Ximena Herrera : Marcela Bribiesca
- Eduardo Santamarina : Don Abelardo Pons
- Fabiola Guajardo : Silvia Cantú
- Arap Bethke : Inspector Martin Cabrera
- Rubén Zamora : Salvador Terán    Tue Par Rafaela
- Alejandra Barros : Rafaela Pons
- Jorge Luis Moreno : Don Ángel Olvera
- Grettell Valdez : Gabriela Pons
- Alberto Casanova : Don Antonio Carmona
- Gloria Peralta : Fiscal Julieta Zambrano
- Karla Carrillo : Sasha Caballero Tue Par Rafaela
- Germán Bracco : Diego Carmona
- Jorge Luis Vázquez : Enrique Arteaga
- Axel Arenas : Détective Robles
- Mayra Sierra
- Victoria White : Frida Pons Bribiesca Tue Par Rafaela
- Ximena Martínez : Ingrid Terán
- Mikel Mateos : Tomas Terán
- Tamara Guzmán : Rosita Bribiesca
- Ivanna Castro : Carolina Pons Bribiesca
- Valery Sais : Laura Pons Bribiesca
- Roberto Ballesteros : Fabio Pedroza

## Diffusion
- Telemundo (2021)

## Autres versions
- ¿Dónde está Elisa? (Televisión Nacional de Chile, 2009)
- ¿Dónde está Elisa? (Telemundo, 2010)
- ¿Dónde está Elisa? (Canal RCN, 2012)

### Sources
- (es) Cet article est partiellement ou en totalité issu de l’article de Wikipédia en espagnol intitulé « Buscando a Frida » (voir la liste des auteurs).